# تشكلتس

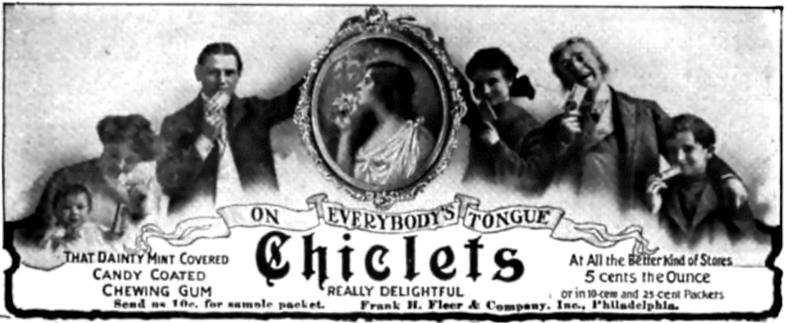
إعلان تشكلتس عام 1905

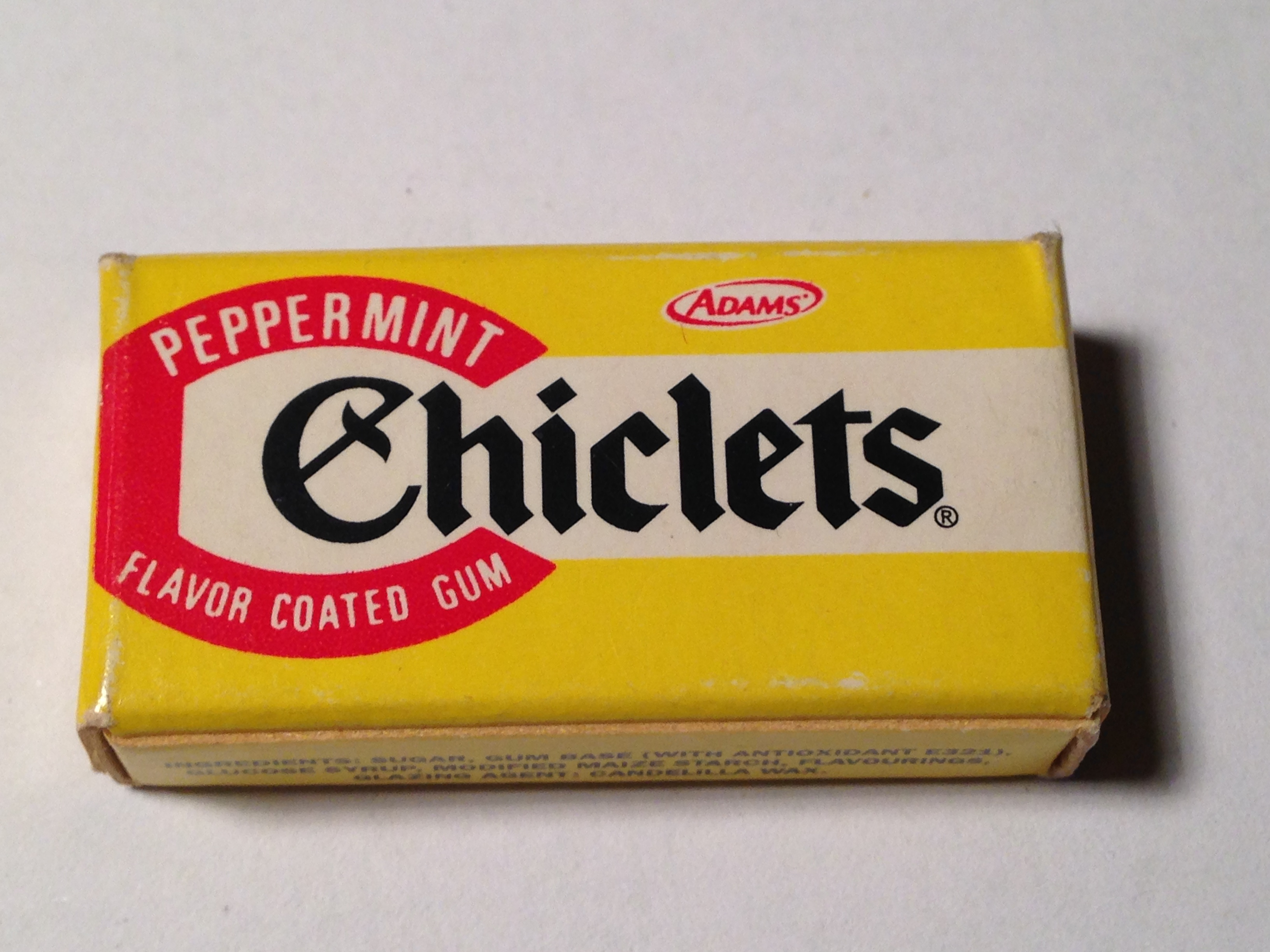
علبة تشكلتس

تشكلتس (بالإنجليزية: Chiclets)‏ شركة أمريكية متخصصة في صناعة العلكة، ولها العديد من المصانع في العديد من دول العالم، ولبان تشكلتس هو اللبان الأشهر والأكثر مبيعًا في العالم.